# HD 22663
HD 22663 (y Eridanus) é uma estrela na direção da Eridanus. Possui uma ascensão reta de 03h 37m 05.68s e uma declinação de −40° 16′ 28.2″. Sua magnitude aparente é igual a 4.57. Considerando sua distância de 219 anos-luz em relação à Terra, sua magnitude absoluta é igual a 0.43. Pertence à classe espectral K0III.